# Fluviopupa gracilis
Fluviopupa gracilis é uma espécie de gastrópode  da família Hydrobiidae.  É endémica da Austrália.